# إرنست لورنس
إرنست أورلاندو لورنس (بالإنجليزية: Ernest Orlando Lawrence)‏ (8 أغسطس 1901 - 27 أغسطس 1958) كان فيزيائي أمريكي قام ببناء أول سيكلوترون (مسارع بروتونات وجسيمات دون ذرية حلقي الشكل) بالتعاون مع ملتون ستانلي لفنجستون عام 1931. عمل على فصل نظائر اليورانيوم ضمن ما عرف باسم مشروع مانهاتن، وهو ما ساهم في جهود الولايات المتحدة لإنتاج السلاح النووي في الحرب العالمية الثانية.

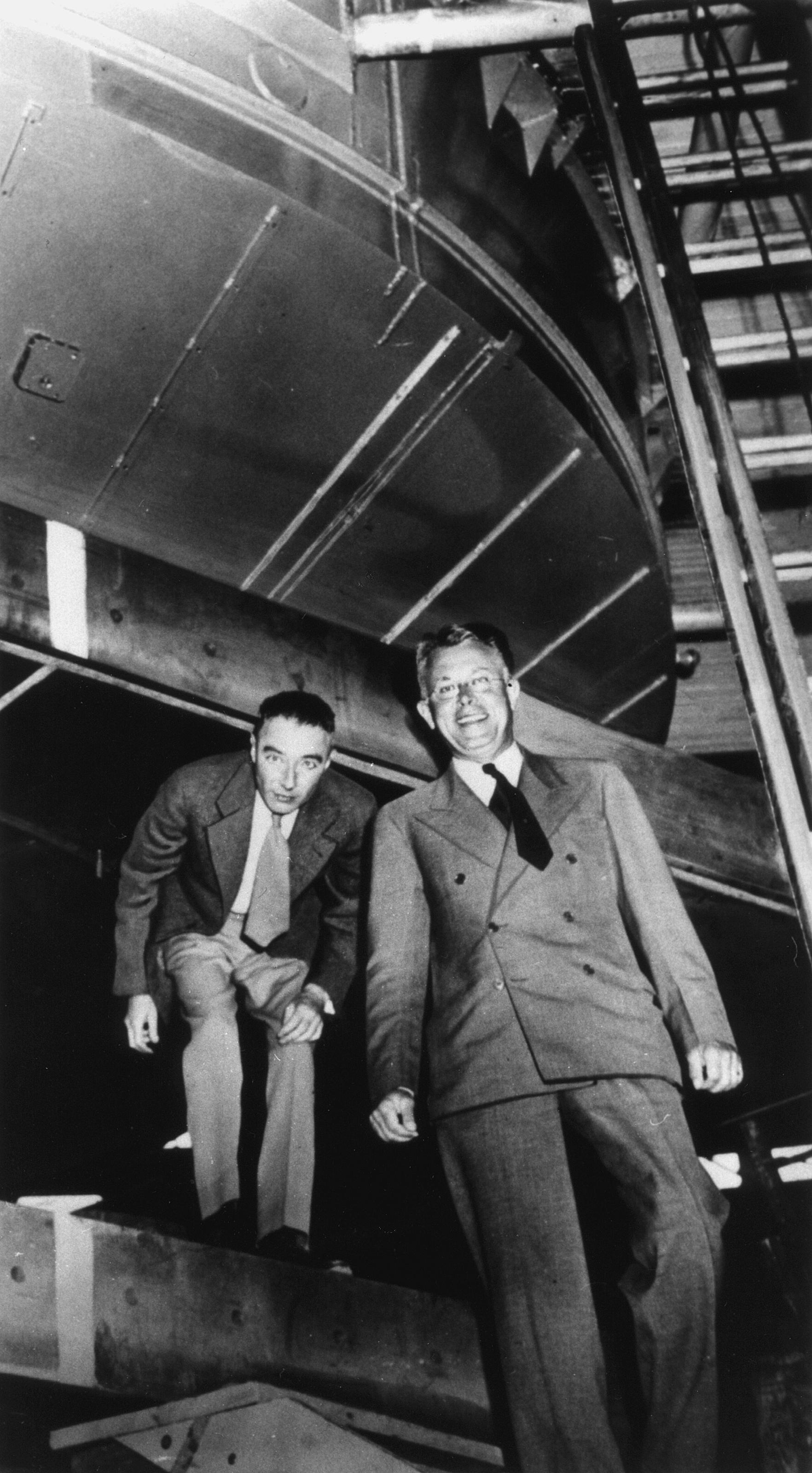
لورانس (يمين) مع روبرت أوبنهايمر في سيكلوترون 184 بوصة

حصل عام 1939 على جائزة نوبل في الفيزياء عن اختراعه للسيكلوترون وما أتبع ذلك من تطبيقات. كما سمي العنصر الكيميائي رقم 103 لورنسيوم (lawrencium) تكريماً له.
تخرج لورانس من جامعة ساوث داكوتا وجامعة مينيسوتا، وحصل على درجة الدكتوراه في الفيزياء من جامعة ييل في عام 1925. في عام 1928، عُيّن كأستاذ مشارك للفيزياء في جامعة كاليفورنيا، بيركلي، وأصبح أصغر أستاذ هناك. بعد سنتين في مكتبته ذات مساء، كان لورانس مفتونًا برسم تخطيطي لمُسرع ينتج جسيمات عالية الطاقة. فكر في كيفية جعله مضغوطًا، وتوصل إلى فكرة لغرفة تسريع دائرية بين أقطاب مغناطيس كهربائي. كانت النتيجة أول سيكلوترون.
واصل لورنس بناء سلسلة من السيكلوترونات الأكبر والأكثر تكلفة. أصبح معمله الإشعاعي قسمًا رسميًا في جامعة كاليفورنيا عام 1936، وكان لورانس مديرًا له. بالإضافة إلى استخدام السيكلوترون للفيزياء، دعم لورانس أيضًا استخدامه في البحث في الاستخدامات الطبية للنظائر المشعة. خلال الحرب العالمية الثانية، طور لورانس فصل النظائر الكهرومغناطيسي في مختبر الإشعاع. استخدمت أجهزة تعرف باسم الكالوترونات، وهي مزيج من مطياف الكتلة المعياري المختبري والسيكلوترون. بُني مصنع ضخم للفصل الكهرومغناطيسي في أوك ريدج بولاية تينيسي، والذي أطلق عليه اسم واي-12. كانت العملية غير فعالة، لكنها نجحت.
بعد الحرب، شنّ لورانس حملات مكثفة من أجل رعاية الحكومة لبرامج علمية كبيرة، وكان من أشد المدافعين عن العلوم الكبرى، بمتطلباتها من الآلات الكبيرة والمال الوفير. أيد لورانس بقوة حملة إدوارد تيلر لإنشاء مختبر ثان للأسلحة النووية، الذي حدد لورانس مكانه في ليفرمور، كاليفورنيا. بعد وفاته، أعاد حكام جامعة كاليفورنيا تسمية مختبر لورانس ليفرمور الوطني ومختبر لورانس بيركلي الوطني من بعده. سُميَّ العنصر الكيميائي رقم 103 لورنسيوم تكريمًا له بعد اكتشافه في بيركلي في عام 1961.

## النشأة
ولد إرنست أورلاندو لورانس في كانتون، داكوتا الجنوبية، في 8 أغسطس 1901. كان والداه، كارل جوستافوس وجوندا (كنيتها قبل الزواج جاكوبسون) لورانس، من نسل المهاجرين النرويجيين الذين التقوا أثناء التدريس في المدرسة الثانوية في كانتون، حيث كان والده أيضًا مشرفًا على المدارس. كان لديه أخ أصغر، جون هـ. لورانس، الذي سيصبح طبيبًا، وكان رائدًا في مجال الطب النووي. أثناء نشأته، كان أفضل صديق له هو ميرل توف، الذي سيصبح أيضًا فيزيائيًا بارعًا جدًا.
التحق لورنس بالمدارس العامة في كانتون وبيير، ثم التحق بكلية سانت أولاف في نورثفيلد، مينيسوتا، لكنه انتقل بعد عام إلى جامعة ساوث داكوتا في فيرميليون. أكمل درجة البكالوريوس في الكيمياء عام 1922، ودرجة الماجستير في الآداب في الفيزياء من جامعة مينيسوتا عام 1923 تحت إشراف ويليام فرانسيس جراي سوان. بالنسبة لأطروحته في الماجستير، بنى لورانس جهازًا تجريبيًا يدوّر مجسم إهليلجي عبر مجال مغناطيسي.
تبع لورنس سوان في جامعة شيكاغو، ثم إلى جامعة ييل في نيو هافن، كونيتيكت، حيث أكمل لورانس درجة الدكتوراه في الفيزياء في عام 1925 كزميل سلون، إذ كتب أطروحة الدكتوراه عن التأثير الكهروضوئي في بخار البوتاسيوم. انتُخب عضوًا في سيغما شي، وبناءً على توصية سوان، حصل على زمالة المجلس القومي للبحوث. بدلًا من استخدام الزمالة للسفر إلى أوروبا، كما كان معتادًا في ذلك الوقت، بقي في جامعة ييل مع سوان كباحث.
مع جيسي بيمز من جامعة فيرجينيا، واصل لورانس البحث في التأثير الكهروضوئي. أظهروا أن الإلكترونات الضوئية ظهرت في غضون 2 ×10 مرفوعة للأس 9 ثوانٍ من اصطدام الفوتونات بالسطح الكهروضوئي؛ أي بالقرب من حد القياس في ذلك الوقت. أدى تقليل وقت الانبعاث عن طريق تشغيل وإيقاف تشغيل مصدر الضوء بسرعة إلى جعل طيف الطاقة المنبعث أوسع، بما يتوافق مع مبدأ عدم اليقين لفيرنر هايزنبرغ.

## المسيرة المهنية المبكرة
في عامي 1926 و1927، تلقى لورانس عروضًا لتعيين كأستاذ مساعد من جامعة واشنطن في سياتل وجامعة كاليفورنيا براتب قدره 3500 دولار في السنة. طابقت جامعة ييل على الفور عرض الأستاذ المساعد، ولكن براتب قدره 3000 دولار. اختار لورانس البقاء في جامعة ييل المرموقة، ولكن نظرًا لأنه لم يكن مدربًا أبدًا، فقد استاء بعض زملائه من أعضاء هيئة التدريس من التعيين، وفي نظر الكثيرين لم يعوض عن خلفيته المهاجرة من داكوتا الجنوبية.
عُيّن لورنس كأستاذ مشارك للفيزياء في جامعة كاليفورنيا في عام 1928، وبعد ذلك بعامين أصبح أستاذًا متفرغًا، وكان أصغر أستاذ في الجامعة. كان روبرت جوردون سبراول، الذي أصبح رئيسًا للجامعة بعد يوم واحد من تولي لورانس أستاذًا، عضوًا في النادي البوهيمي، ورعى عضوية لورانس في عام 1932. من خلال هذا النادي، التقى لورانس مع ويليام هنري كروكر، وإدوين باولي، وجون فرانسيس نيلان. لقد كانوا رجالًا مؤثرين ساعدوه في الحصول على المال من أجل أبحاثه النشطة في الجسيمات النووية. كان هناك أمل كبير في أن تظهر الاستخدامات الطبية من تطوير فيزياء الجسيمات، وقد أدى ذلك إلى الكثير من التمويل المبكر للتقدم الذي تمكن لورانس من إحرازه.
أثناء وجوده في جامعة ييل، التقى لورانس بماري كيمبرلي (مولي) بلومر، أكبر بنات جورج بلومر، عميد كلية الطب بجامعة ييل. التقيا لأول مرة في عام 1926 وتمت خطوبتهما في عام 1931، وتزوجا في 14 مايو 1932، في كنيسة الثالوث في نيو هيفن، كونيتيكت. كان لديهم ستة أطفال: إريك ومارغريت وماري وروبرت وباربرا وسوزان. سمى لورنس ابنه روبرت على اسم عالم الفيزياء النظرية روبرت أوبنهايمر، أقرب أصدقائه في بيركلي. في عام 1941، تزوجت شقيقة مولي إلسي من إدوين ماكميلان، الذي فاز بجائزة نوبل في الكيمياء عام 1951.

## تطوير السيكلوترون

### الاختراع
بدأ الاختراع الذي جلب لورانس إلى الشهرة العالمية كرسم تخطيطي على قصاصة من منديل ورقي. أثناء جلوسه في المكتبة ذات مساء من عام 1929، ألقى لورانس نظرة سريعة على مقال صحفي بقلم رولف فيديروه، وكان مفتونًا بأحد المخططات. يصور هذا الجهاز الذي ينتج جسيمات عالية الطاقة عن طريق سلسلة من الدفعات الصغيرة. وُضع الجهاز المصور في خط مستقيم باستخدام أقطاب كهربائية أطول بشكل متزايد. في ذلك الوقت، بدأ الفيزيائيون في استكشاف نواة الذرة. في عام 1919، أطلق الفيزيائي النيوزيلندي إرنست رذرفورد جسيمات ألفا في النيتروجين ونجح في إخراج البروتونات من بعض النوى. لكن النوى لها شحنة موجبة تتنافر مع النوى موجبة الشحنة الأخرى، وهي مرتبطة ببعضها البعض بإحكام بقوة كان الفيزيائيون قد بدأوا للتو في فهمها. يتطلب تفكيكها طاقات أعلى بكثير تصل إلى ملايين الفولتات.
رأى لورانس أن معجل الجسيمات هذا سيصبح قريبًا طويلًا جدًا وغير عملي بالنسبة لمختبره الجامعي. في التفكير في طريقة لجعل المسرع أكثر إحكاما، قرر لورانس وضع غرفة تسريع دائرية بين أقطاب مغناطيس كهربائي. سيحمل المجال المغناطيسي البروتونات المشحونة في مسار حلزوني حيث يتم تسريعها بين قطبين نصف دائريين متصلين بجهد متناوب. بعد مئة دورة أو نحو ذلك، ستؤثر البروتونات على الهدف كحزمة من الجسيمات عالية الطاقة. أخبر لورنس زملائه بحماس أنه اكتشف طريقة للحصول على جسيمات ذات طاقة عالية جدًا دون استخدام أي جهد عالٍ. عمل في البداية مع نيلز إدلفسن. صنعوا أول سيكلوترون من النحاس والأسلاك وشمع مانع التسرب وكان قطره 10 سنتيمتر فقط؛ ويمكن حمله بيد واحدة، وربما تكلفته الإجمالية 25 دولارًا.

## روابط خارجية
- إرنست أورلاندو لورنس على موقع الموسوعة البريطانية (الإنجليزية)
- إرنست أورلاندو لورنس على موقع مونزينجر (الألمانية)
- إرنست أورلاندو لورنس على موقع ميوزك برينز (الإنجليزية)
- إرنست أورلاندو لورنس على موقع إن إن دي بي (الإنجليزية)